# Andrea Bertolacci
Andrea Bertolacci (Roma, 11 de enero de 1991) es un futbolista italiano. Juega como centrocampista y su equipo es la U. S. Cremonese de la Serie B.

## Selección nacional
Ha sido internacional con la selección de fútbol de Italia en 5 ocasiones. Debutó el 18 de noviembre de 2014, en un encuentro amistoso ante la selección de Albania que finalizó con marcador de 1-0 a favor de los italianos.

### Participaciones en Eurocopas
| Eurocopa                | Sede   | Resultado  |
| ----------------------- | ------ | ---------- |
| Eurocopa Sub-21 de 2013 | Israel | Subcampeón |

## Clubes
| Club                            | País    | Año       |
| ------------------------------- | ------- | --------- |
| U. S. Lecce                     | Italia  | 2010-2012 |
| Genoa C. F. C.                  | Italia  | 2012-2015 |
| A. C. Milan                     | Italia  | 2015-2019 |
| Genoa C. F. C. (cedido)         | Italia  | 2017-2018 |
| U. C. Sampdoria                 | Italia  | 2019-2020 |
| Fatih Karagümrük S. K.          | Turquía | 2021      |
| Kayserispor                     | Turquía | 2022      |
| Fatih Karagümrük S. K.          | Turquía | 2023      |
| U. S. Cremonese                 | Italia  | 2023-     |
| Fatih Karagümrük S. K. (cedido) | Turquía | 2024      |

## Palmarés

### Títulos nacionales
| Título              | Club        | País   | Año     |
| ------------------- | ----------- | ------ | ------- |
| Serie B             | U. S. Lecce | Italia | 2009-10 |
| Supercopa de Italia | A. C. Milan | Italia | 2016    |